# Jedediah Cleishbotham
Jedediah Cleishbotham est le pseudonyme dont use l'auteur écossais Walter Scott pour les Contes de mon hôte, sept romans parus de 1816 à 1831. Dans les textes de présentation de ces romans, Scott donne parole et vie à ce nom extravagant : il en fait un personnage fat et dérisoire, maître d’école, clerc de paroisse à Gandercleugh et indélicat détenteur des droits de publication des Contes de mon hôte.

## Publication desContes de mon hôte
Les Contes de mon hôte comprennent quatre séries de quatre volumes. Chaque série est constituée de deux romans, à l'exception du Cœur du Midlothian, qui s'étend sur les quatre volumes de la deuxième série. Les trois premières séries paraissent de 1816 à 1819. La quatrième série ne paraît qu'en 1831.
| Série | Parution          | Titre                    | Titre original          |
| ----- | ----------------- | ------------------------ | ----------------------- |
| 1re   | 2 décembre 1816   | Le Nain noir             | The Black Dwarf         |
| 1re   | 2 décembre 1816   | Les Puritains d'Écosse   | Old Mortality           |
| 2e    | 25 juillet 1818   | Le Cœur du Midlothian    | The Heart of Midlothian |
| 3e    | 21 juin 1819      | La Fiancée de Lammermoor | The Bride of Lammermoor |
| 3e    | 21 juin 1819      | Une légende de Montrose  | A Legend of Montrose    |
| 4e    | 1er décembre 1831 | Robert, comte de Paris   | Count Robert of Paris   |
| 4e    | 1er décembre 1831 | Le Château périlleux     | Castle Dangerous        |

## Portrait de Cleishbotham
Jedediah Cleishbotham est maître d'école et clerc de paroisse à Gandercleugh, village imaginaire d'Écosse. Il fume la pipe, porte un tricorne et une perruque bien poudrée. De son propre aveu, sa conversation, bien que solide et édifiante, est « comme un palais construit avec soin et dans lequel on n'a pas oublié les ornements extérieurs ». Pour se détendre, après les cours, il ne recule pas devant les rafraîchissements, « quoiqu'il soit reconnu pour être très modéré sur l'article de la bouteille ». On le voit tomber de sa chaise, alors même qu'il est en train de conclure une longue morale sur la tempérance. En guise d'écot, il donne des cours d'anglais, de latin, de comptabilité et de mathématiques aux cinq garçons de l'aubergiste, et des cours de plain-chant à sa fille.
Depuis 40 ans, il passe toutes ses soirées (sauf celle du dimanche) dans un grand fauteuil de cuir, au coin du feu de l'Auberge de Wallace. Ce qui lui permet de rencontrer autant de gens que s'il se fatiguait à voyager. Il acquiert ainsi, à force de conversations, une grande connaissance du monde.
Il s'octroie les droits de publication des Contes de mon hôte. Ainsi, la première série de ces contes lui permet-elle d'ajouter un deuxième étage mansardé à sa maison et de s'offrir un habit neuf, de couleur tabac, orné de boutons de métal. Cependant, « je ne suis ni l'auteur, ni le rédacteur, ni le compilateur des Contes de mon hôte », se défend-il, pour parer aux critiques littéraires négatives.

## Personnages de son univers

### Peter Pattieson
Les Contes de mon hôte, Cleishbotham les a trouvés parmi les papiers d'un défunt, « Peter ou Patrick Pattieson », un jeune maître qui dirigeait les basses classes de son école, et qui se plaisait à recueillir de vieux contes et d'anciennes légendes. C'est donc Pattieson le collecteur et le rédacteur. Le rôle de Cleishbotham se borne à confier ces écrits aux soins d'un libraire, « petit homme gai, malin, facétieux et contrefaisant à merveille la voix des autres ».

### «Mon hôte»
Contrairement à ce que donne à penser le titre de la série, « mon hôte » n'est donc pas l'auteur des Contes. Mais c'est dans son auberge — espace de convivialité qui facilite la transmission orale — que le compilateur Pattieson a recueilli bon nombre de récits de voyageurs, avant de les mettre par écrit. Selon Alain Jumeau, Scott, en laissant le butor Cleishbotham donner à la série un titre qui escamote l'identité du rédacteur, rend hommage à l'auteur véritable : la tradition populaire.
« Mon hôte » (my Landlord), patron de l’Auberge de Wallace, est un homme aimable et facétieux, aimé de tout Gandercleugh, si l'on excepte le laird, le collecteur de l'accise et les assoiffés à qui il refuse le crédit. Mais les griefs de ces mécontents sont injustes. Le laird l'accuse de braconnage, alors que « mon hôte » ne vend sous le nom de gibier que du lapin de clapier. Le collecteur de l'accise l'accuse de distillation clandestine, alors qu'on ne boit dans son auberge que de la rosée des montagnes, dont aucune loi n'interdit la fabrication. Quant aux fauchés, ils ont le droit de boire jusqu'à la valeur de leur montre ou de leurs vêtements — excepté ceux du bas, pour préserver la décence du lieu.

### Personnages épisodiques
- Bauldy, vieux berger des montagnes du sud[11], raconte à l'Auberge de Wallace, devant Cleishbotham et Pattieson, un grand nombre d'histoires sur un nain de sa région, le Nain noir. Pattieson se charge ensuite d'effectuer des recoupements pour gommer les exagérations de la tradition, et il écrit Le Nain noir[12].

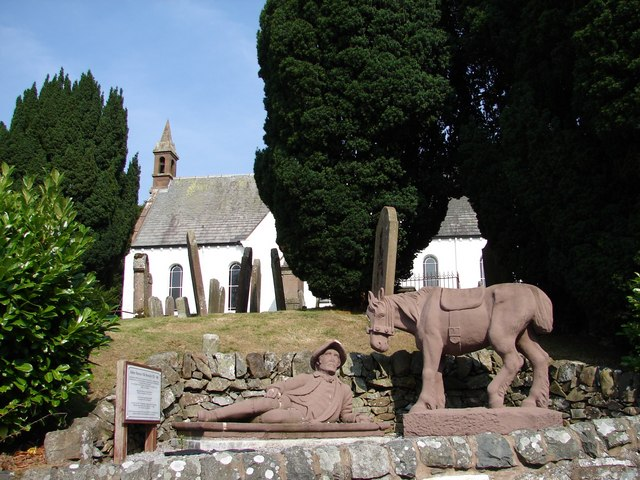
Statue de Robert Paterson, dit « Old Mortality ».

- « Old Mortality » est un vieux tailleur de pierre qui, de village en village, entretient les tombes des martyrs covenantaires. Peter Pattieson le rencontre dans un cimetière abandonné, non loin de Gandercleugh[13], et recueille de sa bouche les anecdotes qui vont nourrir le roman Old Mortality (Les Puritains d'Écosse). Le personnage a réellement existé. Il s'appelait Robert Paterson (1715-1801). Scott l'a rencontré dans le cimetière de Dunnottar[14].
- Marthe Bucksbody est une jeune personne qui depuis 40 ans exerce la profession de marchande de modes à Gandercleugh et dans ses environs. Elle aime lire des romans. Elle a lu notamment tout le fonds de trois cabinets littéraires : celui de Gandercleugh et ceux des deux villes voisines. Peter Pattieson lui soumet le manuscrit des Puritains d'Écosse et, lorsqu'il a l'honneur d'être invité par elle à prendre le thé, il en reçoit la critique et doit délivrer des compléments d'information sur le destin des personnages[15].
- Peter Prayfort est le propriétaire de Carlinescroft, lopin de terre contigu au jardin de Cleishbotham et mesurant sept acres, trois quarts d'arpent et quatre perches. Cleishbotham compte sur les droits de publication du Cœur du Midlothian pour acquérir ce terrain[16].
- Dunover, voyageur chétif et âgé, est repêché par Pattieson dans la rivière Gander, après un accident de diligence, en même temps que deux jeunes juristes d'Édimbourg, Jack Halkit et Hardie. Pattieson les conduit tous trois à l’Auberge de Wallace. Là, il apprend que Dunover est instruit, diligent, irréprochable. Mais, pauvre et timide, chargé d'une femme et d'enfants, il ne parvient jamais à gagner plus que le minimum vital. Endetté, insolvable, il est jeté dans la prison d'Édimbourg, où les vieux pensionnaires racontent aux nouveaux les histoires qui ont marqué la tradition de cette prison, histoires que Dunover raconte à son tour. Pattieson couche alors par écrit une de ces histoires, qui devient Le Cœur du Midlothian[17].
- Dick Tinto, ancien camarade d'école de Pattieson, est un peintre famélique aimant à représenter les chevaux. Pour qu'ils ressemblent moins à des crocodiles, il allonge peu à peu leurs pattes. Il s'efforce également de leur en donner quatre, au lieu de cinq. C'est lui qui peint l'enseigne de l’Auberge de Wallace. C'est lui qui, dans les montagnes de Lammermoor, apprend d'une vieille femme les événements dont un château du voisinage fut le théâtre. Il couche par écrit une de ces histoires, et donne le manuscrit à Pattieson, lequel en fait La Fiancée de Lammermoor[18]. Dick Tinto est également cité dans Les Eaux de Saint-Ronan (qui n'appartient pas aux Contes de mon hôte) : c'est lui qui restaure l'enseigne de l'auberge de Meg Dods[19].
- Le sergent More M'Alpin est un Highlander invalide retiré à Gandercleugh, et habitué de l’Auberge de Wallace. Il présente la singularité d'être à la fois jacobite déclaré et ferme partisan du roi George. Il raconte à Pattieson les 40 années de sa vie errante de soldat. Il rapporte aussi de vieilles histoires qu'il tient de ses parents, relatives aux guerres de Montrose. Tout ce matériau va permettre à Pattieson d'écrire Une légende de Montrose[20].
- John Duirward est le sacristain de Gandercleugh.
- Paul Pattieson est le frère de Peter. Cleishbotham a la désagréable surprise de voir apparaître un jour ce « rapace », venu faire valoir ses droits sur la publication des romans de feu son frère[21]. D'une enveloppe extérieure « grenue ». Une « démarche fanfaronne, dans laquelle il vous présentait le plat de la jambe, comme le valet de trèfle ».
- Dorothea Cleishbotham est l'épouse de Jedediah.

## Champ d'intervention
Cleishbotham présente lui-même son petit univers futile et loufoque dans l'« Introduction aux Contes de mon hôte » qui, dans l'édition originale, précède Le Nain noir, le premier des Contes.
On retrouve cet univers sous la plume de Pattieson, dans le premier chapitre de chaque Conte, et parfois dans sa conclusion. Pattieson s'y met en scène, et parle de Cleishbotham comme de son « savant ami et patron ».
En début ou en fin de Conte, Cleishbotham se charge parfois d'un préambule, d'une péroraison ou d'un envoi. Ce qui lui permet par exemple, à la fin du Cœur du Midlothian, de faire savoir qu'il enseigne le français et les langues classiques pour le prix modique de cinq shillings par trimestre.
En 1819, à la fin de la troisième série, Scott considère les Contes de mon hôte comme finis. Il jette le masque, annonçant que Cleishbotham s'est « évanoui dans les airs ».
Douze ans plus tard, une quatrième série vient compléter les Contes de mon hôte. Elle comprend Robert, comte de Paris et Le Château périlleux. Cleishbotham ressurgit, et consacre une introduction commune à ces deux romans : il y fait part au lecteur de ses démêlés avec Paul Pattieson, frère du défunt Peter. Les deux romans sont dépourvus de l'habituel chapitre introductif où Peter Pattieson se mettait en scène.

## Accueil critique
Selon une note d'éditeur, les critiques ont « condamné en masse comme insignifiantes les introductions des Contes de mon hôte ». La même note déplore qu'ils n'aient pas fait une exception en faveur du chapitre premier des Puritains d'Écosse (la rencontre dans un cimetière abandonné de Pattieson et d'« Old Mortality ») et de l'introduction d’Une légende de Montrose (les promenades de Pattieson et du sergent More M'Alpin).